# Jugoslávská liga ledního hokeje 1947/1948
Sezóna 1947/1948 byla 7. sezónou Jugoslávské ligy ledního hokeje. Vítězem se stal tým HK Partizan. Turnaj se konal ve dnech 26. až 29. února 1948 ve slovinské Ljubljani.

## Týmy
- HK Enotnost Ljubljana
- HK Partizan
- HK Tekstilac Varaždin
- HK Spartak Subotica
- SD Zagreb
- HK Udarnik Karlovac

## Konečná tabulka
1. HK Partizan
2. HK Enotnost Ljubljana
3. HK Tekstilac Varaždin
4. HK Spartak Subotica
5. SD Zagreb
6. HK Udarnik Karlovac